# Cilly Aussem
Cäcilie Editha Aussem, Cilly Aussem, zamężna księżna Della Corta Bra (ur. 4 stycznia 1909 w Kolonii, zm. 22 marca 1963 w Portofino) – tenisistka niemiecka, zwyciężczyni Wimbledonu i mistrzostw Francji.

## Życiorys
Pochodziła z rodziny bogatego handlowca, kształciła się przez kilka lat na pensji w Genewie. Jako 14-latka za namową matki podjęła treningi tenisowe pod kierunkiem czołowego gracza zawodowego Romana Najucha, a następnie u kolońskiego trenera Willy Hannemanna. Jako tenisistka dysponowała dobrym slajsowanym bekhendem, precyzyjnym podaniem i skutecznym drop-szotem, ale przede wszystkim silnym, granym płasko forhendem, który stał się jej najmocniejszą bronią na korcie. Znana była z waleczności, ale mankamentem jej gry pozostawał brak siły fizycznej i problemy ze zdrowiem. Była obok Hilde Krahwinkel, Gottfrieda von Cramma, Hennera Henkela i profesjonalisty Hansa Nüssleina czołową niemiecką tenisistką okresu przedwojennego.
W 1926 w wieku 17 lat została mistrzynią Niemiec. W tymże roku w czasie wakacji na Riwierze Aussem zetknęła się po raz pierwszy z Amerykaninem Williamem Tildenem, który dostrzegł jej talent i zalecił większe zaangażowanie w trening. Kilka lat później Niemka stworzyła z Tildenem silną parę mikstową, która w 1930 triumfowała na Riwierze w serii turniejów, by następnie wygrać wielkoszlemowe mistrzostwa Francji. W finale mistrzostw Francji 1930 Aussem i Tilden pokonali obrońców tytułu Henri Cocheta i Eileen Bennett 6:4, 6:4 (w półfinale niemiecko-amerykańska para pokonała znanych deblistów Borotrę i Ryan). Obok sukcesów pojawiły się pierwsze kłopoty zdrowotne Aussem – na Wimbledonie Niemka doznała obrażeń głowy przy upadku w przegranym półfinale z Elizabeth Ryan, co skutkowało później problemami z widzeniem.
Sezon 1931 okazał się najlepszy w karierze Aussem. Wygrała po raz trzeci międzynarodowe mistrzostwa Niemiec, następnie sięgnęła po mistrzostwo Francji, pokonując w finale Brytyjkę Betty Nuthall. Drugie wielkoszlemowe zwycięstwo odniosła na Wimbledonie, gdzie w pierwszym w historii wyłącznie niemieckim finale okazała się lepsza od Hilde Krahwinkel 6:2, 7:5. Przez ponad 50 lat pozostawała jedyną niemiecką triumfatorką gry pojedynczej na Wimbledonie, dopiero po pół wieku dołączyli do niej Boris Becker, Steffi Graf i Michael Stich. Sukcesy odniesione w 1931 dały Aussem pozycję wiceliderki rankingu światowego, jedynie za słynną Amerykanką Helen Wills.
Jesienią 1931 Aussem podjęła niefortunną decyzję o wyjeździe na cyklu turniejów do Ameryki Południowej. Pod względem sportowym wyprawa okazała się udana – Aussem wygrała kilka turniejów w Brazylii i Argentynie – ale zawodniczka nabawiła się poważnej choroby wątroby, która wykluczyła ją na dwa lata ze startów. Powróciła do tenisa w 1933, ale już nie odnosiła takich sukcesów jak poprzednio. W 1934 była jeszcze w półfinale mistrzostw Francji i ponownie znalazła się w dziesiątce rankingu światowego (nr 9), ale po porażce w ćwierćfinale Wimbledonu w 1935 z Helen Jacobs zdecydowała się zakończyć karierę tenisową.
Na początku 1936 poznała w Garmisch-Partenkirchen włoskiego oficera i arystokratę Fermo Murari Della Corta Bra, za którego wkrótce wyszła za mąż. Towarzyszyła mężowi w misjach dyplomatycznych (m.in. w Somalilandzie), później osiadła na stałe w dobrach w Portofino, sporadycznie goszcząc w roli widza na imprezach tenisowych. Zmarła w wieku 54 lat po nieudanej operacji wątroby. Niemiecki Związek Tenisowy nadał jej imię drużynowym rozgrywkom juniorek, a w maju 1988 ukazał się w Niemczech znaczek pocztowy z jej wizerunkiem.
Cilly Aussem była jedną z wielu rywalek polskiej finalistki Wimbledonu Jadwigi Jędrzejowskiej. Polka w swoich wspomnieniach Urodziłam się na korcie wymienia dwa pojedynki z Niemką, oba przegrane – w Pucharze Lenza w Meranie w 1934 (0:6, 6:2, 6:3 dla Aussem) i na mistrzostwach Francji w tymże roku. Jak wspomina Jędrzejowska, był to jeden z najbardziej dramatycznych meczów w jej karierze – Polka miała piłkę meczową, po której sędzia ogłosił już jej zwycięstwo, ale ostatecznie zmienił decyzję po interwencji arbitra liniowego. Aussem wygrała następne gemy i cały mecz, ale „była tak wyczerpana, że o własnych siłach nie mogła pójść do szatni”. Jędrzejowska podkreślała umiejętność koncentracji Niemki, która „wówczas, gdy jej przeciwniczka najmniej się tego spodziewała, rozpoczynała kontratak, który zazwyczaj przynosił jej zwycięstwo. Miała dar szybkiego spostrzegania błędów partnerki i potrafiła zawsze zaatakować najsłabszą stronę rywalki”.

## Sukcesy sportowe

### Osiągnięcia w turniejachwielkoszlemowych
- mistrzostwa Francji
  - gra pojedyncza – wygrana 1931
  - gra podwójna – finał 1931 (z Elizabeth Ryan)
  - gra mieszana – wygrana 1930 (z Williamem Tildenem)
- Wimbledon
  - gra pojedyncza – wygrana 1931

### Finały singlowe w turniejach wielkoszlemowych
- mistrzostwa Francji 1931 – 8:6, 6:1 z Betty Nuthall
- Wimbledon 1931 – 6:2, 7:5 z Hilde Krahwinkel